# D.M. Dassanayake
Dassanayake Mudiyanselage Dassanayake (ur. 29 kwietnia 1953, zm. 8 stycznia 2008) – lankijski minister ds. integracji narodowej.
Zginął w wyniku zamachu do którego doszło 8 stycznia 2008 r., w okolicach miejscowości Ja-Ela na drodze łączącej stolicę kraju Kolombo ze stołecznym lotniskiem międzynarodowym. Sprawcami zamachu byli prawdopodobnie członkowie separatystycznej organizacji Tamilskie Tygrysy. Minister zmarł w szpitalu w wyniku odniesionych ran, poza nim w zamachu zostało rannych 5 osób. Tego samego dnia doszło do zamachu bombowego w Kolombo, bomba wybuchła w pobliżu siedziby głównej Sił Powietrznych Sri Lanki oraz firmy Lake House Group.